# Dobrinin
Dobrinin je priimek več oseb:
- Anatolij Fjodorovič Dobrinin, ruski državnik in diplomat
- Grigorij Prokofevič Dobrinin, sovjetski general